# Орлов, Виктор Николаевич (капитан)
Виктор Николаевич Орлов (1917—1943) — Гвардии капитан Рабоче-крестьянской Красной Армии, участник Великой Отечественной войны, Герой Советского Союза (1943).

## Биография
Виктор Орлов родился в 1917 году в деревне Лохово (ныне — Краснохолмский район Тверской области). Окончил семь классов школы. В 1935 году Орлов был призван на службу в Рабоче-крестьянскую Красную Армию. В 1937 году он окончил военную авиационную школу пилотов. С начала Великой Отечественной войны — на её фронтах.
К сентябрю 1943 года гвардии капитан Виктор Орлов был штурманом 113-го гвардейского истребительного авиаполка 10-й гвардейской истребительной авиадивизии 10-го истребительного авиакорпуса 2-й воздушной армии Воронежского фронта. К тому времени он совершил 148 боевых вылетов, принял участие в 66 воздушных боях, сбив 14 вражеских самолётов лично и ещё 4 — в составе группы.
Указом Президиума Верховного Совета СССР от 28 сентября 1943 года за «мужество и героизм, проявленные в воздушных боях с немецкими захватчиками» гвардии капитан Виктор Орлов был удостоен высокого звания Героя Советского Союза. Орден Ленина и медаль «Золотая Звезда» он получить не успел, так как погиб в бою 9 декабря 1943 года. Похоронен в городе Переяслав.
К моменту гибели выполнил более 150 боевых вылетов, провёл около 70 воздушных боёв, сбил 15 самолётов противника лично и 4 в группе.
Был также награждён двумя орденами Красного Знамени, орденами Отечественной войны 1-й степени и Красной Звезды. Навечно зачислен в списки личного состава воинской части.